# Свети Георги (Котелци)
Вижте пояснителната страница за други значения на Свети Георги.
„Свети Георги“ (на гръцки: Αγίου Γεωργίου) е късновъзрожденска православна църква в напуснатото костурско село Котелци (Котили), част от Костурската епархия на Вселенската патриаршия.

## Местоположение
Селото е било разположено в планината Грамос, югозападно от Нестрам (Несторио). Църквата и старият каменен Котелски мост са единствените запазени постройки в селото.

## История
Според каменния надпис 1913 Μαΐου 27 над южния вход храмът е завършен на 27 май 1913 година. Вътрешността на храма е настлана с каменни плочи. Стените не са изписани, но иконостасът е оригинален, с красиви икони, дърворезбован и  блестящи тъмно синьо–зеленикави цветове. Забележителен е и дърворезбованият амвон.